# Старое Брянцево
Старое Бря́нцево — деревня в Калининском округе Тверской области.

## География
Расположена к северо-западу от Твери, сразу за городской чертой. За железной дорогой — деревня Новое Брянцево, к югу — Комсомольская роща на территории Заволжского района Твери. До посёлка Заволжский — 2 км.
В деревне 3 улицы, старая и две новых — Полевая и Тверская.

## История
В Списке населённых мест 1859 года значится казённая деревня Брянцево (9 вёрст от Твери, 12 дворов, 92 жителя).
Во второй половине XIX — начале XX века Брянцево (Старое Брянцево) относилось к Пречисто-Борскому приходу Васильевской волости Тверского уезда. В конце XIX за железной дорогой возникла новая деревня, названная Новое Брянцево.
В 1940 году в Новокаликинский сельсовет Калининского района Калининской области входят деревни Старое Брянцево (18 дворов) и Новое Брянцево (8 дворов).
Входил в состав Заволжского сельского поселения до его упразднения согласно Закону Тверской области от 26.05.2023 № 25-ЗО, с включением всех населённых пунктов поселения в состав Калининского муниципального округа.

## Население
| 2010 |
| ---- |
| 62   |

### Историческая численность населения
В 1997 году — 52 хозяйства, 96 жителей. В 2002 году — 91 житель.

## Инфраструктура
Личное подсобное хозяйство с зоной сельскохозяйственного использования, индивидуальная застройка усадебного типа.

## Транспорт
В деревне — платформа Брянцево на участке Тверь — Лихославль главного хода Октябрьской железной дороги.